# 善立寺 (塩尻市)
善立寺（ぜんりゅうじ）は長野県塩尻市にある浄土宗の寺院。山号は方便山。本尊は阿弥陀如来。

## 概要
寺伝では、天文23年（1554年）に武田氏の家臣名和重行が伊勢国の賢誉存慶を招いて中興、元禄3年（1690年）現在地に移転、明治3年（1870年）廃仏毀釈により一時廃寺となるが、同12年（1879年）浄土宗説教所として再建、昭和48年（1973年）に善立寺となった。現在の本堂は平成5年（1993年）落成。観音堂には花山法皇石仏がある。

## 境内
- 本堂
- 薬師堂
- 観音堂
- 庫裡
- 山門

## 交通アクセス
- 長野自動車道塩尻北I.Cから車で約15分
- JR篠ノ井線広丘駅から徒歩で約10分